# Atti di convegno
Gli atti di convegno o di congresso sono pubblicazioni a stampa di tipo accademico contenenti il resoconto dell'evento stesso.
Il contenuto degli atti può limitarsi alla trascrizione più o meno dettagliata delle presentazioni introduttive, delle relazioni e delle discussioni intercorse nella sede del convegno, nonché di eventuali documenti finali o dichiarazioni redatti dai partecipanti al termine delle discussioni. Sono impropriamente definiti atti di convegno anche volumi collettanei di saggi che hanno per oggetto il tema del convegno, ma che in occasione dell'evento possono non essere stati letti o essere stati presentati in forma ridotta o differente.
Tradizionalmente gli atti dei convegni venivano pubblicati molto tempo dopo l'evento, in quanto era necessario concedere ai relatori il tempo per la rilettura e la sistemazione delle discussioni e dei discorsi fatti a braccio, che erano stati scritti da una persona incaricata di redigere il processo verbale dell'evento o da uno stenografo, o che venivano sbobinati a partire da registrazioni audio.
Oggi gli strumenti informatici consentono la trascrizione in tempo reale dei discorsi da parte di resocontisti o sfruttando i software di riconoscimento vocale e gli atti possono quindi essere pronti nel giro di poche ore, in genere dopo il controllo umano da parte di un revisore.